# 董团乡
董团乡，是中华人民共和国江西省上饶市广信区下辖的一个乡镇级行政单位。

## 行政区划
董团乡下辖以下地区：
董团村、仙山村、太平村、吴洲村、中魏村、中路村、大地村、联星村、联合村、联胜村和红石村。